# Ildico
Ildikó  (n. secolul al V-lea d.Hr.) a fost ultima soție a lui Attila. Numele ei este are proveniență est-germanică și sugerează o origine gotică. Potrivit lui Priscus, Attila a murit după sărbătorirea căsătoriei lor în 453 d.Hr., în care a suferit o boală severă hemoragie nazală și s-a înecat cu sângele.
Cu puțin timp înainte de a muri, după cum relatează istoricul Priscus, a luat în căsătorie o fată foarte frumoasă pe nume Ildico, după nenumărate alte soții, așa era obiceiul rasei sale. El s-a dat la o bucurie excesivă la nunta sa, și în timp ce se întindea pe spate, plin de vin și somn, o val de sânge de prisos, care de obicei i-ar fi curs din nas, i-a curs în mod fatal pe gât și l-a ucis, deoarece era împiedicat în mișcările obișnuite. Astfel, beția a pus rușinos capăt unui rege renumit în război. În ziua următoare, când o mare parte a dimineții a fost trecut, însoțitorii regali suspectând  că este vorba despre o boală și, după un vacarm mare, au rupt ușile încăperii. Acolo au găsit corpul lui Attila înecat printr-o efuziune de sânge, fără nici o rană, și fata cu fața în jos plângând sub vălul ei."
Unii scriitori, conectâbd-o pe Ildico la Krimhilda din saga Nibelungilor, au sugerat că Ildico l-a ucis în mod deliberat pe Attila, ca răzbunare pentru moartea rudelor ei.